# 場地自由車

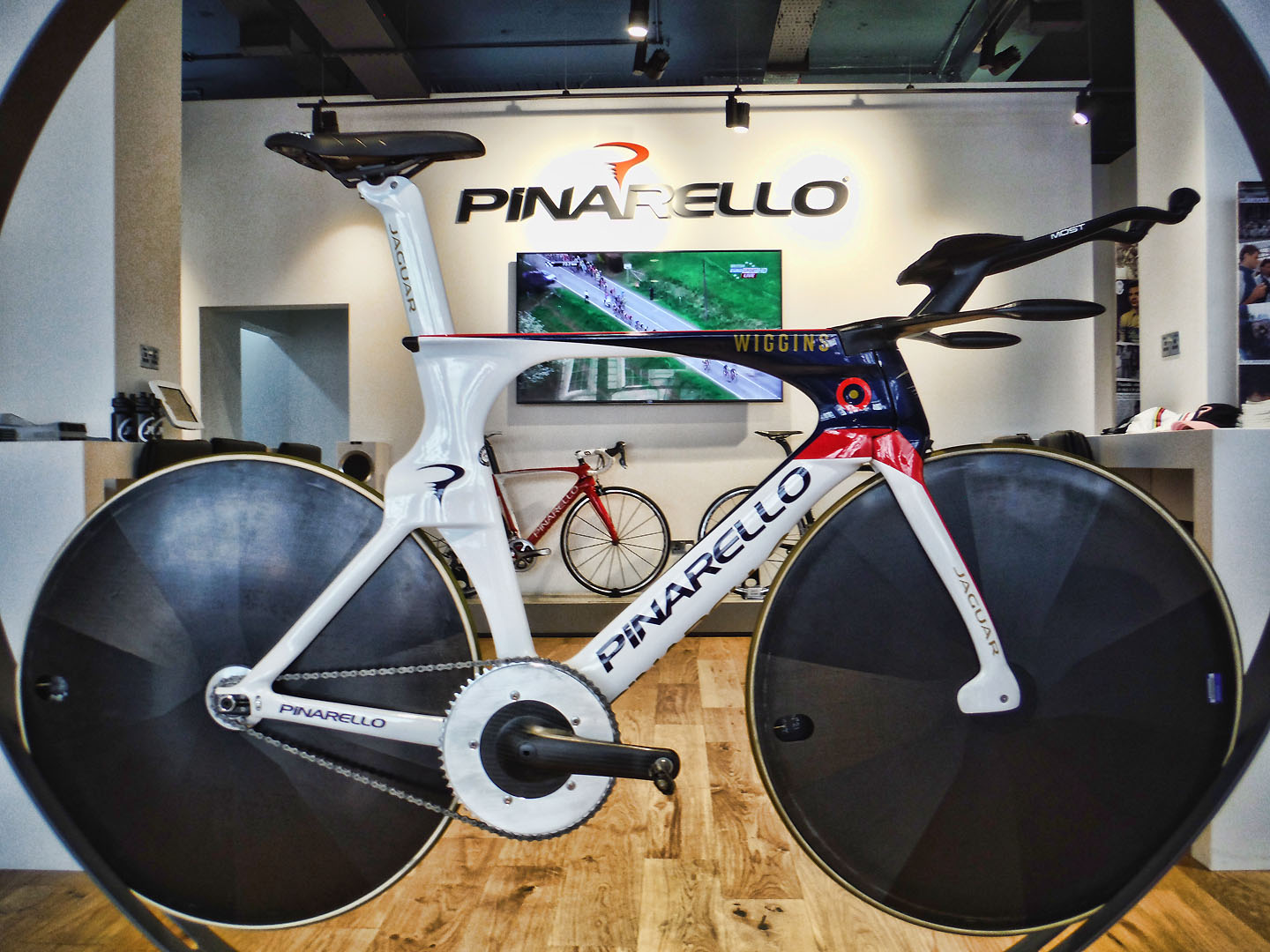
2015年6月，布拉德利·威金斯打破小时记录时使用的Pinarello场地自行车

場地自由車（英語：Track bike）用於在室內或室外腳踏車場館（Velodrome）的橢圓形賽道上使用。這種腳踏車結構非常簡單：單速，沒有車閘（煞車），沒有可逆轉的飛輪。需要減速時須反向踩踏板。

## 場地
自由車的場地為橢圓狀，一圈的長度250公尺。

## 賽事種類
场地自行车自1896年第一届奥林匹克运动会起即为正式奥运项目，期间仅有1912年夏季奥林匹克运动会未设立该项目。然而，直到1988年夏季奥林匹克运动会才第一次加入女子自由車項目。

## 外部連結
- Union Cycliste Internationale (UCI) - Track